# Pilgrim
För andra betydelser, se Pilgrim (olika betydelser).

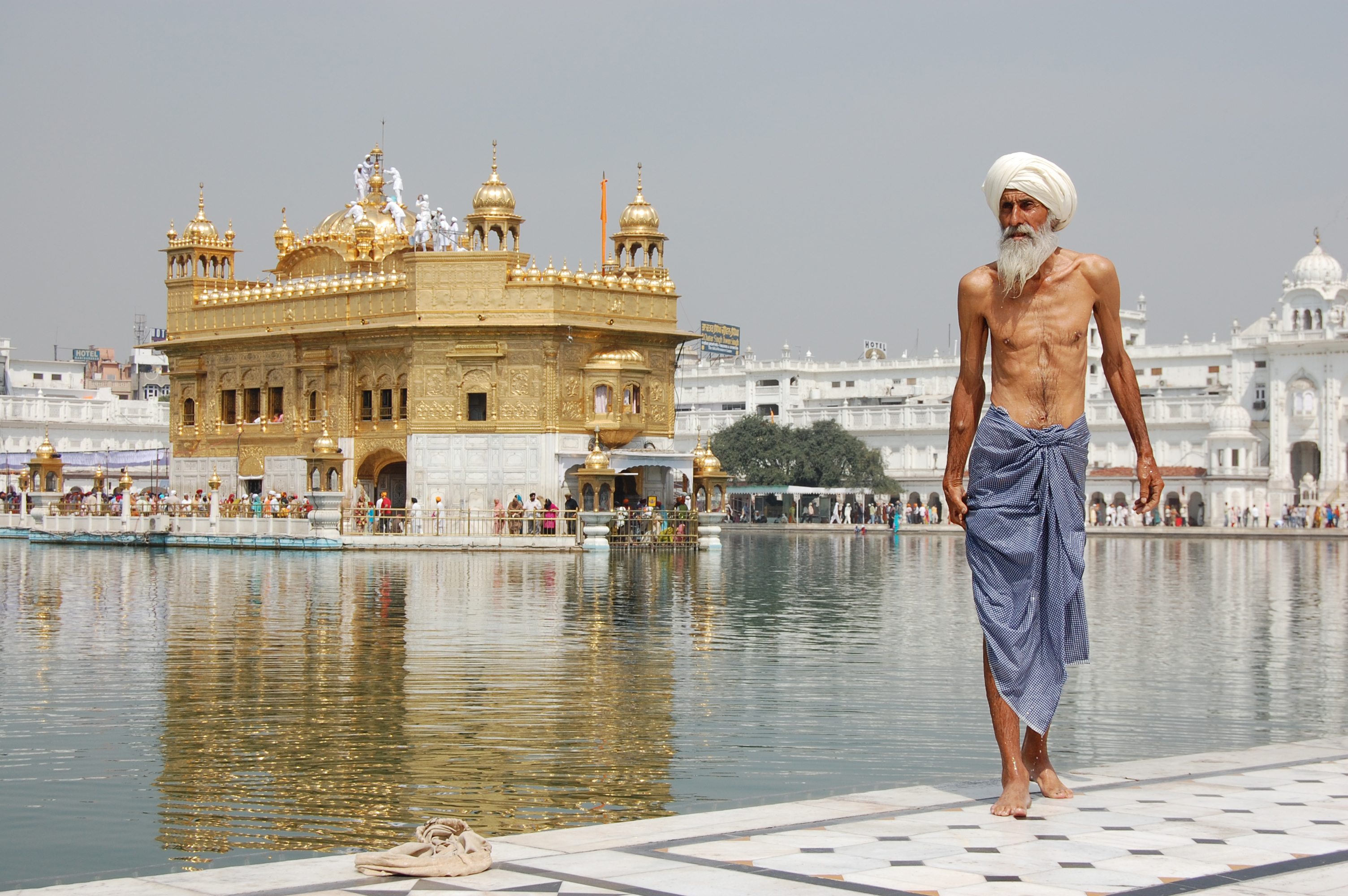
Indisk pilgrim vid Gyllene templet i Amritsar.

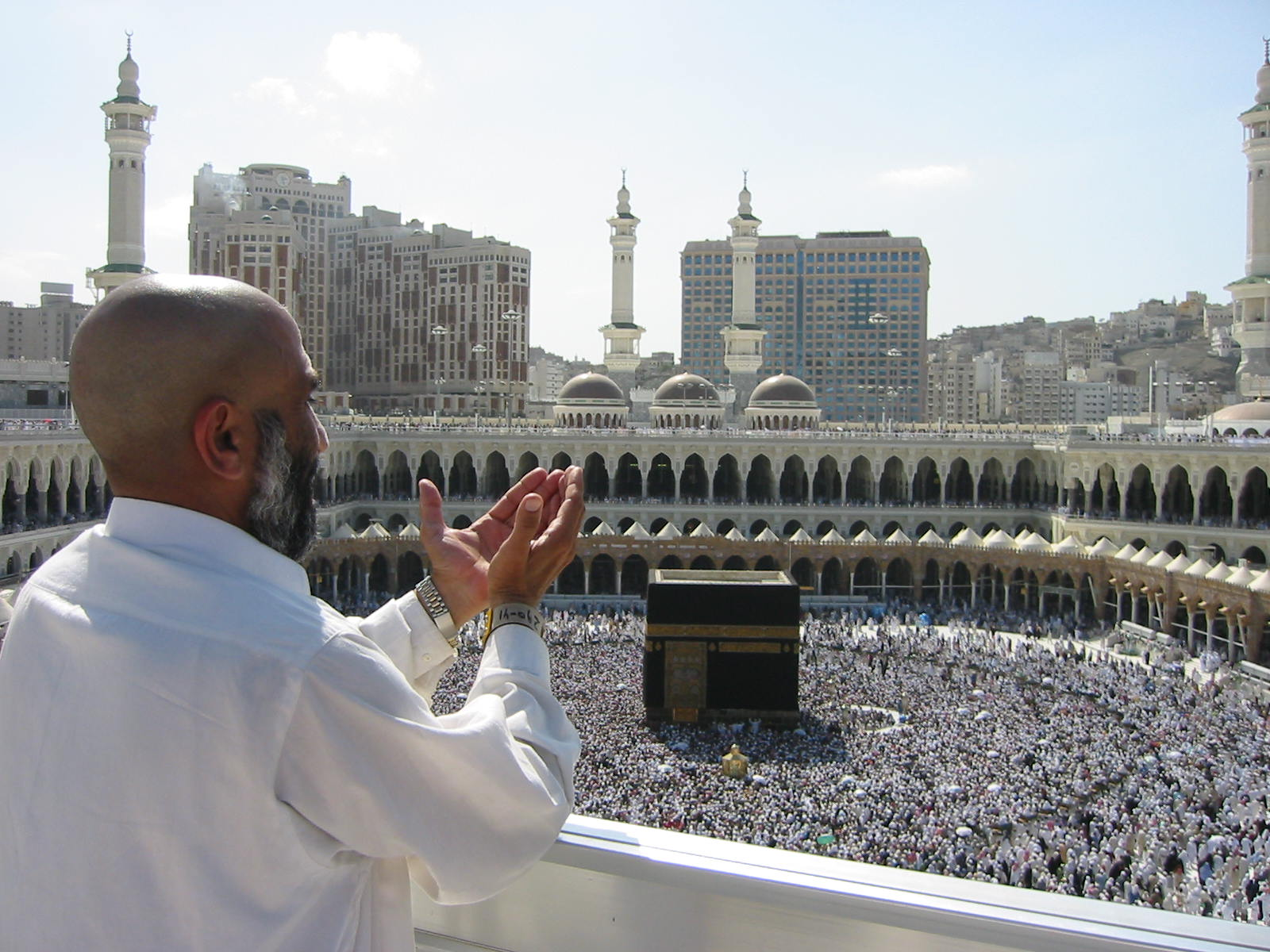
Pilgrim i bön vid Masjid-ul-Haram-moskén i Mekka, Saudiarabien under den muslimska vallfärden, hajj.

En pilgrim (latin peregrinus, "främling") är en person som gör en pilgrimsresa (vallfart eller vallfärd) till en helig plats. I ett historiskt sammanhang användes särskilda vägar för pilgrimsfärden, vilket knöt samman olika heliga platser med hemorten. Dessa kallas oftast pilgrimsleder och vissa används ännu i dag. En pilgrim skiljer sig från en turist i den meningen att besöksmålet väljs i ett sökande efter Gud eller helighet, inte av historiskt intresse för platsen.
Av ålder har i de flesta religioner med utbildad kult vissa helgedomar vunnit ryktbarhet framför andra på grund av hjälp mot sjukdom och andra under, som där inträffat, den dyrkade gudomens höga anseende eller praktfulla byggnader och riter. Prästerskapet har i förekommande fall ofta uppmuntrat vallfärderna genom underkurer och kultens utsmyckning. De har då kunnat öka tillströmningen och därmed templets e.dyl. inkomster. Så utgjorde till exempel i den antika medelhavsvärlden Modergudinnans tempel i Hierapolis i Syrien, Asklepiostemplet i Epidauros i Grekland och Dianas helgedom vid Nemisjön nära Rom flitigt besökta vallfartsorter. 
Pilgrimsväsendet och vallfärderna ökade i anseende, när man inom skriftreligionerna (särskilt kristendom och islam) tillmätte särskild betydelse åt åtanken av heliga, bortgångna människor och deras kvarlevor, reliker.
En annan gren av pilgrimsväsendet utgör de påbjudna vallfärderna. Sådana möter oss redan i antiken, bland annat som botgöring. I denna form, som bot för synder eller annat blev vallfärden till Jerusalem i medeltiden betraktad nästan som religionsplikt. Men det var lagreligionen framför andra, islam, förbehållet att göra pilgrimsfärden till ett formligt åliggande. Under den berömda avskedsvallfarten 632 till den heliga Kaba,  fastställde Muhammed för all framtid alla enskildheter för det årliga pilgrimståget. Denna vallfärd, hajj, ingår i de fem bud, som åligger varje muslim och som tillsammans utgör islams religionsutövning. 
En annan karaktär har pilgrimsfärden när den varken söker en undergörande sak, relik eller plats, eller fullgör ett påbud, utan av pietet företas till orter, som helgats genom personer och tilldragelser i religionens historia. Hit är i princip att räkna besöken vid Buddha Gaya (då Uruvela) i Indien, där Buddha ernådde den frälsande insikten, vallfärder till Heliga landet och till profetens grav i Medina.

## Kristendomens vallfärdsmål
De viktigaste pilgrimsmålen inom kristendomen är Jerusalem, Santiago de Compostela i Spanien, där aposteln Jakob ligger begraven och Rom. Pilgrimsvandrandet började tidigt i fornkyrkan då man gick till apostlarnas och helgonens gravar för att be. Under medeltiden blev det en utbredd folkrörelse och man räknar med att en tredjedel av befolkningen genomförde en längre pilgrimsfärd. Man fick ett pilgrimspass med sig från den lokale prästen, ungefär som en identitetshandling för att bevisa att man var en äkta pilgrim och inte en allmän lösdrivare. Mot uppvisande av pilgrimspass kunde pilgrimen få mat och härbärge på olika pilgrimshärbärgen som snart uppstod längs de viktigaste pilgrimslederna. Att ge husrum åt en pilgrim var en kristen plikt.

## Vallfärder i Norden
I Norden är Nidarosdomen i Trondheim där Olav den helige ligger begraven det viktigaste målet. I Skåne ordnas det varje år pilgrimsvandringar till St Olof på Österlen.
I Sverige var vallfärder till svenska helgon särskilt viktiga av den anledningen att helgonen fick bli ersättare till det hedniska, på så sätt kunde en avgud göras om till ett helgon.[källa behövs] Under medeltiden var det svenska folket flitiga besökare till helgedomar vigda åt svenska helgon. Några exempel på helgon man vallfärdade till är Erik den helige (i Uppsala), Torgils i Kumla, Karlung i Roslagen och givetvis heliga Birgittas kloster i Vadstena.

## Framstående vallfartsorter

### Bahá'i
- Karmelberget i Israel
- Akká, Qiblih i Israel

### Buddhism
- Bodh Gaya

### Hinduism
- Varanasi
- Ganges

### Islam
- Mekka
- Medina
- Jerusalem

### Judendom
- Jerusalem

### Kristendom
- Betlehem
- Fátima
- Jerusalem (via Jorsalavägarna)
- Loreto, Italien
- Lourdes
- Vatikanstaten
- Santiago de Compostela (via Jakobsvägen)
- Nidarosdomen, Trondheim (via Nidarosvägarna)
- Jasna Góra, Częstochowa
- Mor Gabriel

### Sikhism
- Amritsar